# Попув (гміна)
Гміна Попув (пол. Gmina Popów) — сільська гміна у південній Польщі. Належить до Клобуцького повіту Сілезького воєводства.
Станом на 31 грудня 2011 у гміні проживало 6068 осіб.

## Територія
Згідно з даними за 2007 рік площа гміни становила 102.21 км², у тому числі:
- орні землі: 62.00%
- ліси: 29.00%

Таким чином, площа гміни становить 11.50% площі повіту.

## Населення
Станом на 31 грудня 2011:
| Опис     | Загалом | Загалом | Чоловіки | Чоловіки | Жінки | Жінки |
| -------- | ------- | ------- | -------- | -------- | ----- | ----- |
| одиниця  | осіб    | %       | осіб     | %        | осіб  | %     |
| все      | 6068    | 100     | 3020     | 49.77    | 3048  | 50.23 |
| міське   | 0       | 100     | 0        |          | 0     |       |
| сільське | 6068    | 100     | 3020     | 49.77    | 3048  | 50.23 |

## Сусідні гміни
Гміна Попув межує з такими гмінами: Дзялошин, Келчиґлув, Ліпе, Нова Бжежниця, Опатув, Паєнчно.